# Liste der Biografien/Bong
Liste der Biografien |
Portal Biografien |
Personensuche
# |
A |
B |
C |
D |
E |
F |
G |
H |
I |
J |
K |
L |
M |
N |
O |
P |
Q |
R |
S |
T |
U |
V |
W |
X |
Y |
Z |
?
 
Ba |
Be |
Bd |
Bg |
Bh |
Bi |
Bj |
Bl |
Bm |
Bn |
Bo |
Br |
Bs |
Bu |
Bw |
By |
Bz
 
Boa–Boc |
Bod |
Boe |
Bof |
Bog |
Boh |
Boi–Bok |
Bol |
Bom |
Bon |
Boo |
Bop |
Boq |
Bor |
Bos |
Bot |
Bou |
Bov–Boz
 
Bona |
Bonc |
Bond |
Bone |
Bonf |
Bong |
Bonh |
Boni |
Bonj |
Bonk |
Bonl |
Bonm |
Bonn |
Bono |
Bonp |
Bonq |
Bonr |
Bons |
Bont |
Bonu |
Bonv |
Bonw |
Bonx |
Bony |
Bonz
Die Liste der Biografien führt alle Personen auf, die in der deutschsprachigen Wikipedia einen Artikel haben. Dieses ist eine Teilliste mit 98 Einträgen von Personen, deren Namen mit den Buchstaben „Bong“ beginnt.

## Bong
- Bong, Gaëtan (* 1988), kamerunisch-französischer Fußballspieler
- Bong, Harry J. (1936–1990), deutscher Schauspieler in Theater, Film und Fernsehen
- Bong, Joon-ho (* 1969), südkoreanischer Regisseur und DrehbuchautorBong Joon-ho (* 1969)

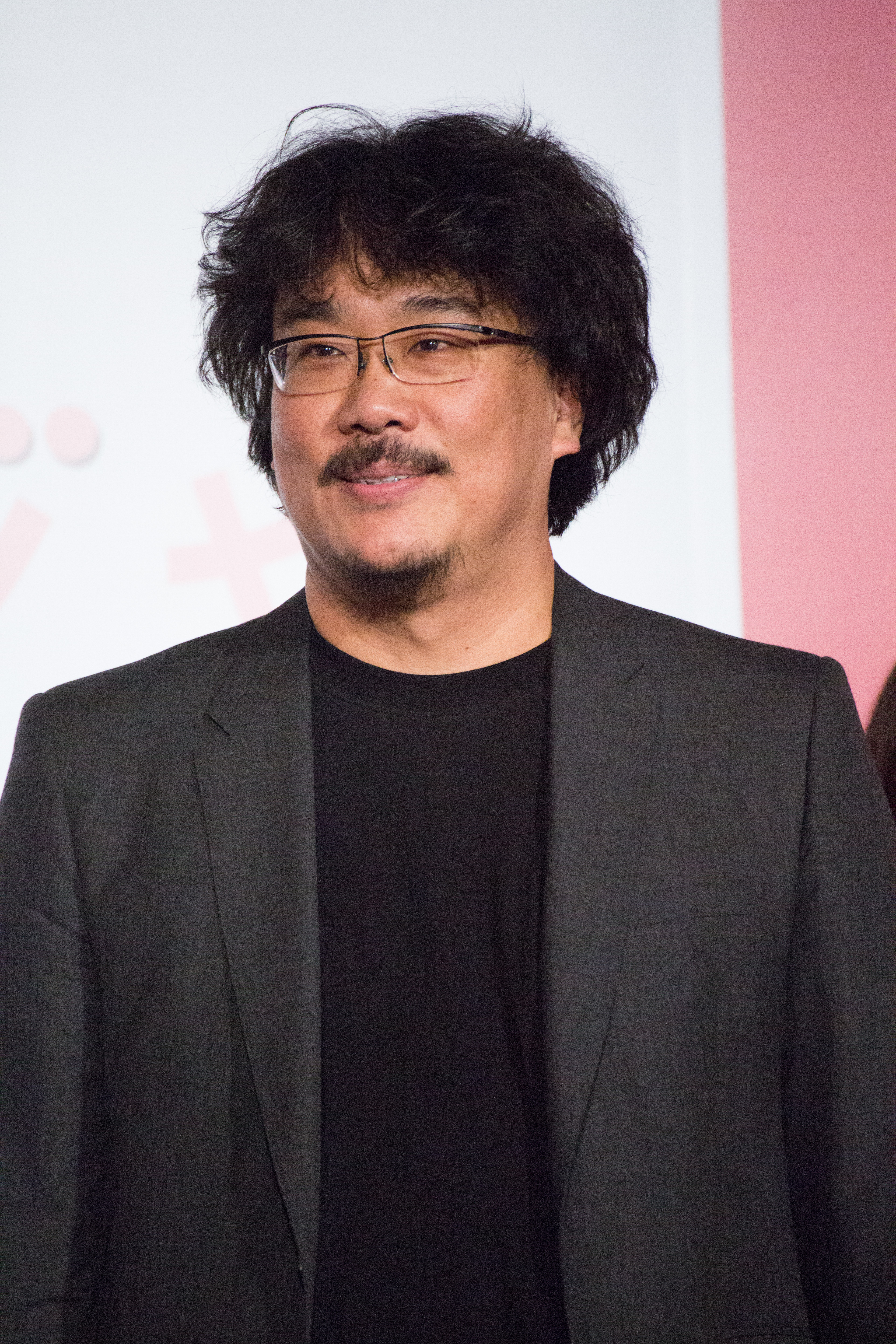
Bong Joon-ho (* 1969)

- Bong, Jörg (* 1966), deutscher Verleger, Lektor, Übersetzer und Schriftsteller
- Bong, Kurt (* 1937), deutscher Jazzschlagzeuger und Bandleader
- Bong, Melanie (* 1968), deutsche Jazzsängerin
- Bong, Richard Ira (1920–1945), US-amerikanischer Jagdflieger
- Bong, Tobias (* 1988), deutscher Kanute
- Bong-Kil, John Baptist Sye (1911–1987), koreanischer römisch-katholischer Erzbischof

### Bonga
- Bonga, Isaac (* 1999), deutscher Basketballspieler
- Bonga, Joshua (* 2005), deutscher Basketballspieler
- Bonga, Ntshuks (* 1963), britischer Jazzmusiker (Saxophone)
- Bonga, Tarsis (* 1997), deutscher Fußballspieler
- Bongaerts, Britt (* 1996), niederländische Volleyballspielerin
- Bongard zu Paffendorf, Johann Hugo von dem (1743–1789), Domherr in Münster
- Bongard, Amber (* 1997), deutsche Kinder- und Jugenddarstellerin
- Bongard, Andreas (* 1988), deutscher Schauspieler, Sänger und Songwriter
- Bongard, August Gustav Heinrich von (1786–1839), deutscher Botaniker
- Bongard, Hans (1880–1946), deutscher Stadtschulrat
- Bongard, Heinz Werner (1944–2025), deutscher Bodybuilder (Senioren)
- Bongard, Isabel (* 1991), deutsche SchauspielerinIsabel Bongard (* 1991)

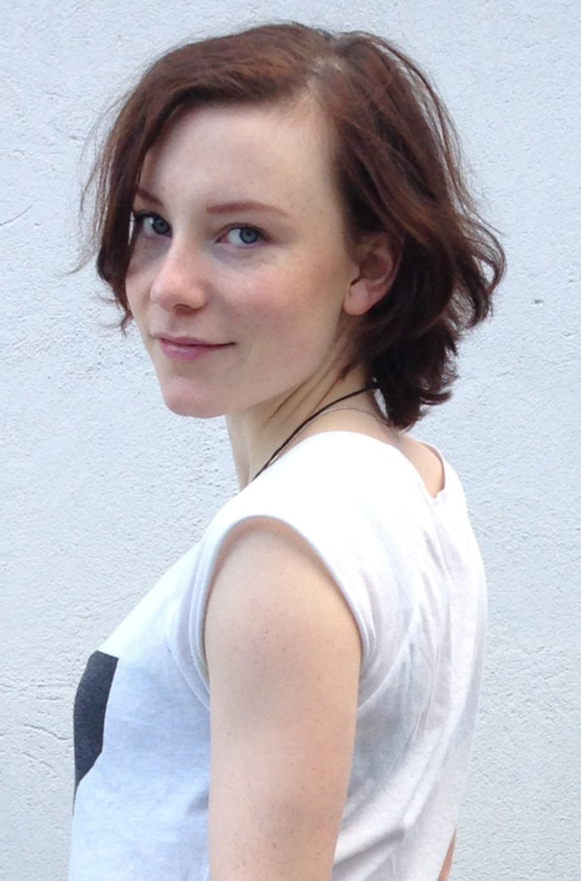
Isabel Bongard (* 1991)

- Bongard, Johann Heinrich (1779–1857), deutscher Augenarzt und Naturschriftsteller
- Bongard, Katrin (* 1962), deutsche Künstlerin (Malerei und Film) und Schriftstellerin
- Bongard, Matthias (* 1961), deutscher Radiomoderator
- Bongard, Michail Moissejewitsch (1924–1971), sowjetischer Biophysiker und Kybernetiker
- Bongard, Oscar (* 1872), deutscher Militärintendant
- Bongard, Stefan (* 1981), deutscher Fußballspieler
- Bongard, Willi (1931–1985), deutscher Kunst- und Wirtschaftsjournalist und Publizist sowie Mitbegründer einer freien Universität
- Bongard, Xaver (1963–1994), Schweizer Alpinist, Eiskletterer und BASE-Jumper
- Bongardt, Frank (* 1972), deutscher Kickboxer
- Bongardt, Hans (1876–1966), deutscher Pädagoge und Schriftsteller
- Bongardt, Jennifer (* 1982), deutsche Kanutin
- Bongardt, Karl (1925–2009), deutscher Bibliothekar, Journalist, Lektor und Publizist
- Bongardt, Michael (* 1959), deutscher Theologie und Philosoph
- Bongardt, Paul von (1871–1957), deutscher Opernregisseur und Intendant
- Bongars, Jacques (1554–1612), französischer Diplomat und Büchersammler
- Bongart, Ferdinand von dem (1773–1850), Erbkämmerer des Herzogtums Jülich und Abgeordneter im rheinländischen Provinziallandtag
- Bongart, Hermann Josef von dem (1897–1952), deutscher Offizier, Flugzeugführer und Sportschütze
- Bongart, Ludwig von dem (1819–1878), deutscher Rittergutsbesitzer und Hofbeamter
- Bongartz, Anton, deutscher Fußballspieler
- Bongartz, Barbara (* 1957), deutsche Schriftstellerin
- Bongartz, Christiane, Sprachwissenschaftlerin
- Bongartz, Dieter (1951–2015), deutscher Kinder-, Jugend- und Drehbuchautor sowie Filmemacher
- Bongartz, Hans (* 1951), deutscher Fußballspieler und Fußballtrainer
- Bongartz, Heinrich (1892–1946), deutscher Offizier, sowie Jagdflieger im Ersten Weltkrieg
- Bongartz, Heinz (1894–1978), deutscher Dirigent und Komponist
- Bongartz, Heinz-Günter (* 1955), deutscher Geistlicher, römisch-katholischer Weihbischof im Bistum HildesheimHeinz-Günter Bongartz (* 1955)

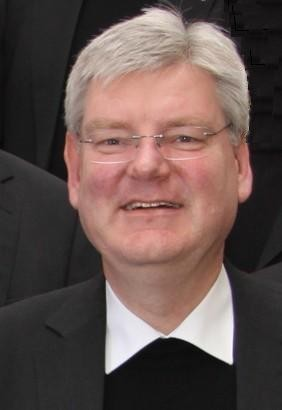
Heinz-Günter Bongartz (* 1955)

- Bongartz, Klaus (* 1949), deutscher Mathematiker
- Bongartz, Leonie (* 1981), deutsche Drehbuchautorin und Schriftstellerin
- Bongartz, Otto (1895–1970), deutscher Architekt
- Bongartz, Peter (* 1942), deutscher Schauspieler
- Bongartz, Theodor (1902–1945), deutscher Leiter des Krematoriums im KZ Dachau, Mörder Georg Elsers
- Bongartz, Walter (* 1946), deutscher Hypnoseforscher und -therapeut

### Bonge
- Bongé, Irmgard von (1879–1967), deutsche Malerin
- Bongé, Walter von (1868–1916), deutscher Porträtmaler
- Bongela, Milisuthando (* 1985), südafrikanische Filmemacherin, Autorin und Künstlerin
- Bongelli, Fausto, italienischer Pianist
- Bongen, Robert (* 1974), deutscher Fernsehjournalist
- Bonger, Andries (1861–1936), niederländischer Versicherungskaufmann und Kunstsammler
- Bonger, Willem Adriaan (1876–1940), niederländischer Kriminologe und Soziologe
- Bongers, Else (1901–1993), deutsche Schauspiellehrerin, Schauspielerin und Tänzerin
- Bongers, Gert (* 1946), niederländischer Radrennfahrer
- Bongers, Hans (1898–1981), deutscher Kaufmann
- Bongers, Jos (* 1956), niederländischer Karambolagespieler
- Bongers, Sonja (* 1976), deutsche Politikerin (SPD), MdL
- Bongers, Tobias (* 1995), deutscher Poolbillard- und Snookerspieler
- Bongers-Ritter, Inge (* 1941), deutsche Journalistin, Theater- und Filmkritikerin sowie Feuilleton-Redakteurin und Buchautorin
- Bongert, Günter (* 1953), deutscher Kirchenmusiker
- Bongertman, Hilda (1913–2004), niederländische Stewardess, Schriftstellerin und NBS-Mitglied
- Bongertmann, Ulrich (* 1958), deutscher Lehrer und Geschichtsdidaktiker

### Bongh
- Bonghi, Ruggero (1826–1895), italienischer Politiker, Mitglied der Camera, Schriftsteller und Journalist
- Bongho-Nouarra, Stéphane Maurice (1937–2007), kongolesischer Politiker, Premierminister der Republik Kongo

### Bongi
- Bongianino, Luigi (1919–2003), italienischer Geistlicher, Bischof von Alba und Bischof von Tortona
- Bongino, Dan (* 1974), US-amerikanischer Radio- und Fernsehmoderator, Buchautor, Politiker sowie ehemaliger NYPD Beamter und Secret Service AgentDan Bongino (* 1974)

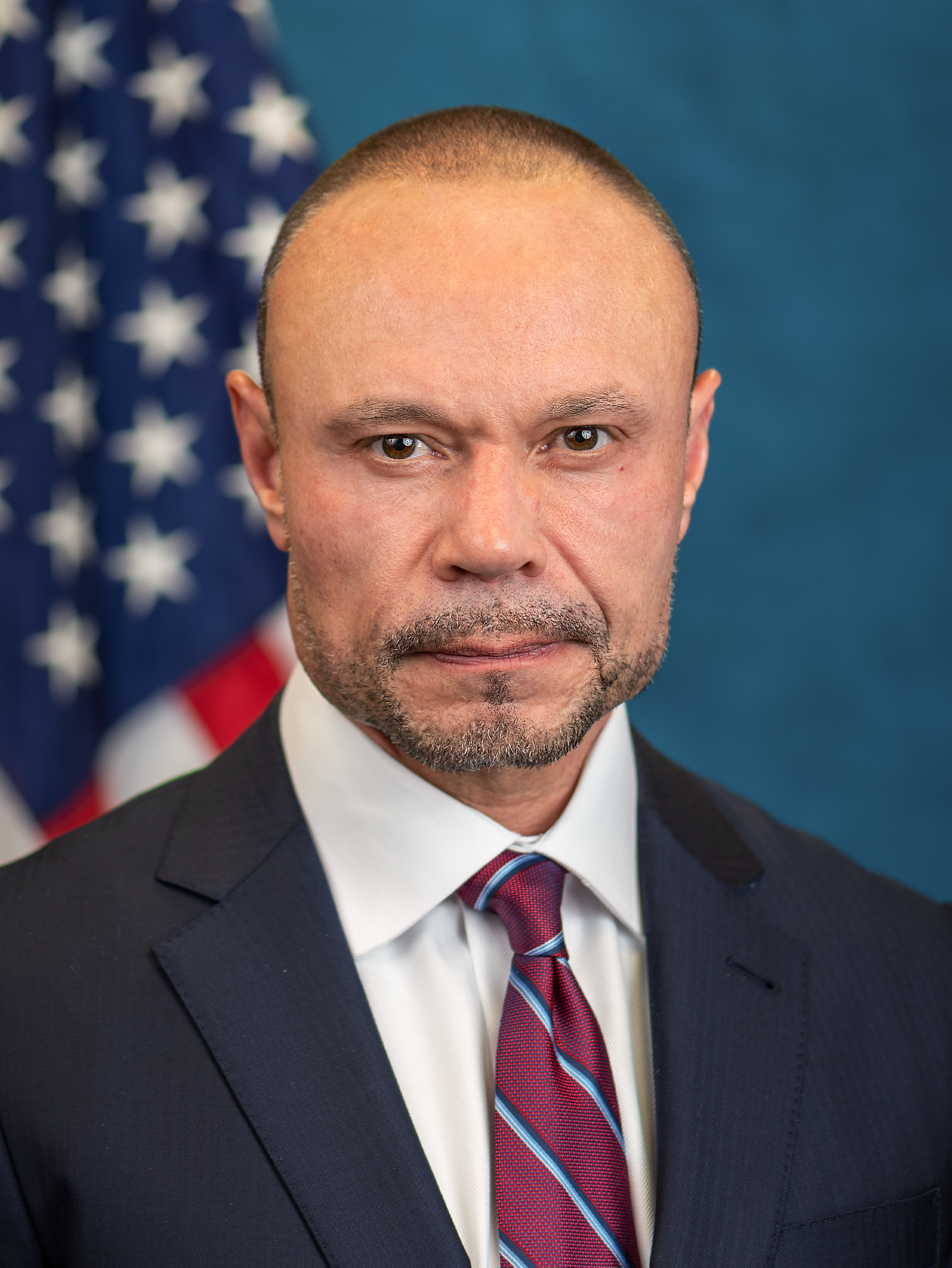
Dan Bongino (* 1974)

- Bongioanni, Gianni (1921–2018), italienischer Regisseur
- Bongioni, Renato (* 1941), italienischer Radrennfahrer
- Bongiorni, Anna (* 1993), italienische Leichtathletin
- Bongiorni, Émile (1921–1949), französischer Fußballspieler
- Bongiorni, Giovanni (* 1956), italienischer Sprinter
- Bongiorno, Andrew (* 1986), australischer Schauspieler und Synchronsprecher
- Bongiorno, Francesco Manuel (* 1990), italienischer Straßenradrennfahrer
- Bongiorno, Giulia (* 1966), italienische Anwältin und Politikerin
- Bongiorno, Guillermo Rubén (* 1978), argentinischer Radrennfahrer
- Bongiorno, Mike (1924–2009), italienischer Fernsehmoderator
- Bongiovanni, Lidia (1914–1998), italienische Sprinterin und Diskuswerferin
- Bongiovanni, Luigi (1866–1941), italienischer General, Senator und Gouverneur der Kyrenaika
- Bongiovi, Tony (* 1947), US-amerikanischer Tontechniker und Musikproduzent

### Bongk
- Bongkoj Khongmalai (* 1985), thailändische Schauspielerin

### Bongo
- Bongo Ondimba, Ali-Ben (* 1959), gabunischer PolitikerAli-Ben Bongo Ondimba (* 1959)

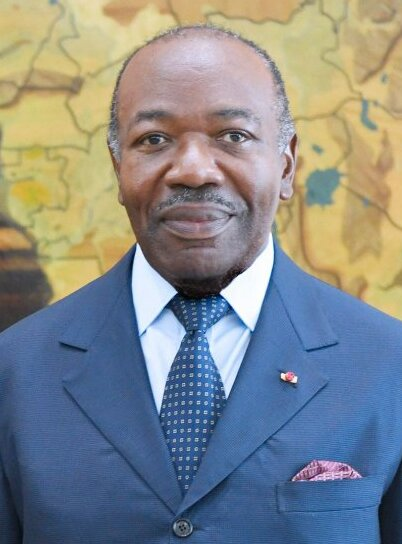
Ali-Ben Bongo Ondimba (* 1959)

- Bongo, Ali (1929–2009), britischer Zauberkünstler und Comedian
- Bongo, Édith (1964–2009), gabunische Ehefrau des gabunischen Präsidenten
- Bongo, Omar (1935–2009), gabunischer Politiker, Präsident von Gabun (1967–2009)
- Bongo, Pietro († 1601), italienischer Theologe und Numerologe
- Bongonda, Théo (* 1995), belgischer Fußballspieler
- Bongongo, Bruno (* 1985), zentralafrikanischer Boxer

### Bongr
- Bongrain, Alex (* 1952), französischer Unternehmer

### Bongs
- Bongs, Rolf (1907–1981), deutscher Dichter, Schriftsteller und Journalist

### Bongu
- Bongusto, Fred (1935–2019), italienischer Sänger und Komponist